# Polygala bracteolata
Polygala bracteolata är en jungfrulinsväxtart som beskrevs av Carl von Linné. Polygala bracteolata ingår i släktet jungfrulinssläktet, och familjen jungfrulinsväxter. Inga underarter finns listade i Catalogue of Life.